# تششمة كلان (مقاطعة دلفان)
تششمة كلان (بالفارسية: چشمه کلان) هي قرية تقع في قسم ايتيوند الجنوبي الريفي (مقاطعة دلفان) في إيران. يقدر عدد سكانها بـ 27 نسمة بحسب إحصاء 2016.